# Shūichi Shigeno
Shūichi Shigeno (jap. しげの 秀一 Shigeno Shūichi; ur. 8 marca 1958 w Tōkamachi) – japoński mangaka, znany głównie z serii Initial D, Bari Bari Densetsu oraz MF Ghost.
W 1985 roku otrzymał Nagrodę Kōdansha Manga w kategorii shōnen-manga.

## Twórczość
Najważniejsze dzieła zostały pogrubione.
- Bari bari densetsu (1983–1991)
- Tunnel Nuketara Sky*Blue (1992)
- Shō (1992)
- DO-P-KAN (1993–1995)
- Initial D (1995–2013)
- Amazing Hana (2014)
- Sailor Ace (2015–2017)
- MF Ghost (od 2017)[3]

## Nagrody
| Rok  | Nazwa                  | Kategoria    | Za mangę           | Źródło |
| ---- | ---------------------- | ------------ | ------------------ | ------ |
| 1985 | Nagroda Kōdansha Manga | Shōnen-manga | Bari bari densetsu | [ 2 ]  |